# Combretum frangulifolium
Combretum frangulifolium är en tvåhjärtbladig växtart som beskrevs av Carl Sigismund Kunth. Combretum frangulifolium ingår i släktet Combretum och familjen Combretaceae. Inga underarter finns listade i Catalogue of Life.